# 1990 RO6
1990 RO6 är en asteroid i huvudbältet som upptäcktes den 10 september 1990 av den belgiske astronomen Henri Debehogne vid La Silla-observatoriet.
Asteroiden har en diameter på ungefär 6 kilometer och den tillhör asteroidgruppen Koronis.